# Pentaphylax
Pentaphylax és un gènere de plantes amb flors amb una o dues espècies que són arbusts o arbrets. Les seves flors tenen cinc pètals i cinc sèpals. Les llavors són alades.
Són plantes natives de zones tropiclas del sud de la Xina fins a la península Malaia i Sumatra.

## Taxonomia
Pentaphylax euryoides
Pentaphylax sovint s'ha ubicat en la seva pròpia família, les Pentaphylacaceae, excloses de les Theaceae o Ternstroemiaceae basant-se en l'estructura de les anteres i els òvuls.
L'emplaçament taxonòmic d'aquestes espècies i de la família és actualment problemàtic.